# Froidmont
Pour les articles homonymes, voir Froidmont (homonymie).
Froidmont est une section de la ville belge de Tournai, située en Wallonie picarde et en Flandre romane dans la province de Hainaut. C'était une commune à part entière avant la fusion des communes de 1977.

## Toponymie
L’appellation Froidmont est latinisée en fontem montem (idée de fontaine et de montagne), plus tard, en 1107, les documents attestent de frigidus mons (mont froid).

## Géographie
Le seuil de l’église se trouve à 49 m au-dessus du niveau de la mer et à 80 m en son point le plus haut.
Située au sud-ouest de Tournai sur la chaussée de Douai entre Rumes et Ere. Le village est entouré des villages d’Esplechin, Lamain, Marquain, Orcq, Ere, Willemeau et Rumes. Il est rattaché à la chaussée par le lieu-dit le « pic au vent ».
Il est traversé par une rivière : le rieu de Barges, qui prend sa source à Bachy en France, et se jette dans l’Escaut à Chercq.

## Évolution démographique
- Sources : INS, Rem. : 1831 jusqu'en 1970 = recensements, 1976 = nombre d'habitants au 31 décembre.

## Histoire

### Les anciennes industries
- La sucrerie.

La sucrerie resta en activité jusqu’à la guerre 1914-18. C’est la sucrerie Couplet de Wez qui la racheta pour supprimer le danger de concurrence.
- Les tanneries.

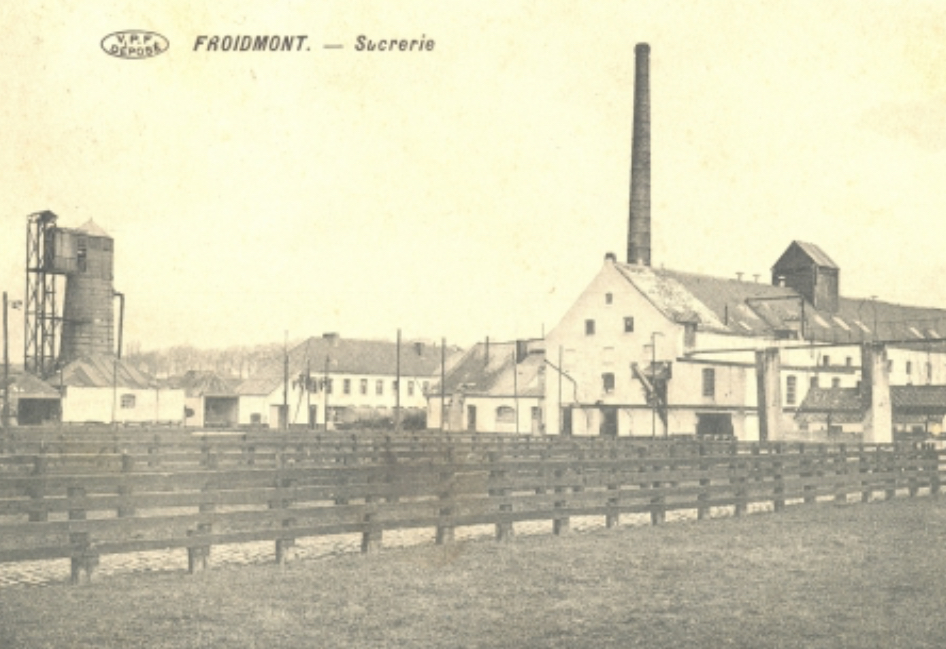
Carte postale ancienne de la sucrerie de Froidmont.

1. La tannerie Couplet reprit les bâtiments inoccupés de l’ancienne sucrerie.
2. La tannerie Verriest ferma ses portes définitivement en 1935.
3. La tannerie Dubus produisait 200 cuirs par mois. La tannerie était équipée de 2 fosses pour le travail des rivières et de 8 fosses de tannage. On cessa l’exploitation en 1966.

- La distillerie vinaigrerie.

Fondée en 1879 la « Distillerie Centrale du Hainaut » ferma ses portes en 1922, à la suite d'une loi sur l’alcool.
- La brasserie.

Créée en 1913, la brasserie « Le progrès du Tournaisis » eut vite une renommée qui dépassait les frontières du village. Elle cessa le brassage en 1952.

## Patrimoine et culture

### Patrimoine architectural et monumental

#### L’Hospice Saint-Charles de Borromée
La fondation de l’hospice remonte à 1675. Cette année-là, le curé de la paroisse Gaspard Devleeschauwer s’associe avec quelques ouvriers de la campagne pour former une maison pieuse sous le nom de « frères de la charité de Saint-Charles Borromée ». Cette congrégation avait pour but d’instruire gratuitement la jeunesse du village, d’enseigner les métiers aux garçons et de visiter les malades.
En 1766, l’indiscipline règne, la congrégation est expulsée. Une nouvelle maison, l’hospice Saint-Charles, est alors fondée pour accueillir des aliénés placés sur ordre du juge.

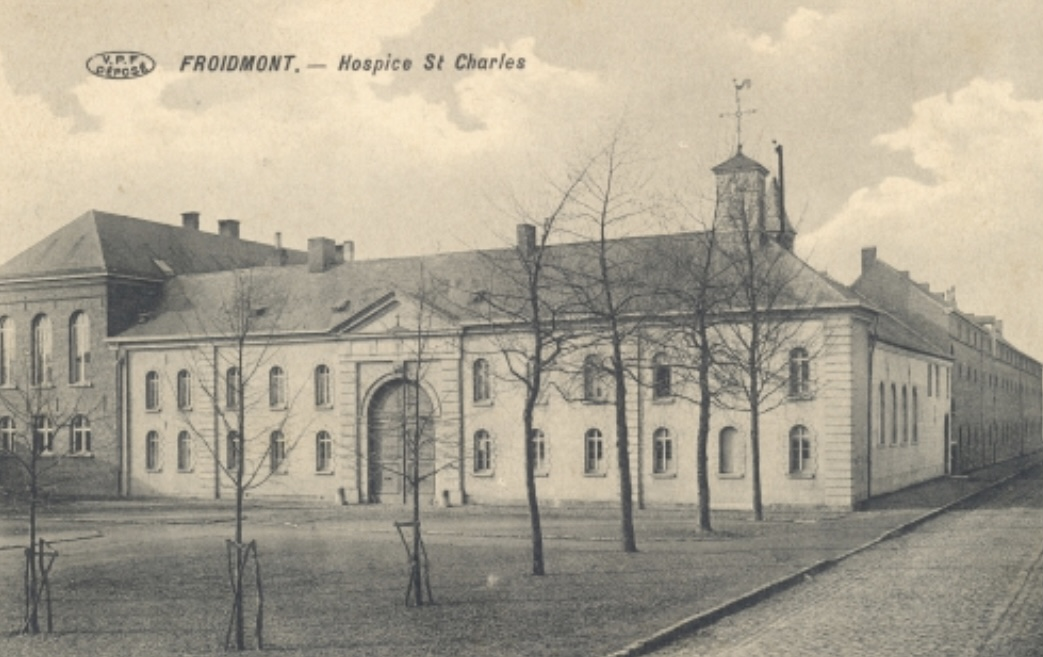
Carte postale ancienne de l'Hospice Saint-Charles de Borromée.

En 1884, les frères sont chassés avec leurs pensionnaires. Ils ouvrent alors l’hospice de Tournai qui venait d’être construit sur l’emplacement de la citadelle.
En 1890, les frères reviennent à Froidmont.
Début du XXe siècle, le Docteur Arthur Deroubaix, fut le Médecin en chef de l'Hospice Saint-Charles.
Il était tout entier donné à ses malades surtout ceux de l'Hospice Saint-Charles pour qui son intelligence supérieure avait conçu, puis mis en œuvre, des thérapeutiques révolutionnaires pour l'époque, et que l'on venait voir de toute l'Europe. Ses collègues avaient reconnu sa compétence exceptionnelle, en l'élisant, avant la guerre de 1914, Président de la Société de Médecine mentale de Belgique.
On peut par ailleurs découvrir la marque de sa vie à Froidmont, dans l'église Saint-Piat qui se trouve à quelques pas de l'ancien hospice et de sa maison deux vitraux offerts à l'église par le Docteur Deroubaix et son épouse Madame Jeanne Duffosé. Les vitraux sont au nombre de trois par côté de l'église et ce sont ceux du milieu face à face de part et d'autre de l'église; l'un est voué à sainte Marguerite et l'autre à saint Jean-Baptiste.
Une anecdote racontée par un de ses petits-fils se déroule durant la Seconde Guerre mondiale, « Un officier allemand s'était présenté à l'asile de Froidmont et avait demandé à voir le Frère Directeur (l'asile était tenu par les Frères de la Charité de Gand) et le Médecin en chef, le Docteur Deroubaix.
L'officier allemand leur avait déclaré que « l'Ordre Nouveau allemand » n'avait besoin ni des juifs, ni des homosexuels, ni des malades mentaux, et qu'il fallait tous les éliminer. En conséquence, tous les malades de la clinique seraient exterminés.
Le Docteur Deroubaix avait alors répondu que ni le Frère Directeur, ni lui-même, ne pourraient s'opposer à la force; mais que, si les malades devaient être exécutés, il faudrait commencer par eux, le Frère Directeur et lui, le Médecin en chef; les responsables de la clinique seraient les premiers à être tués.
L'officier a éclaté de fureur et s'est retiré. Dieu merci, cette visite n'a pas eu de suite. »
En 1946, l’hospice n’offre plus un abri suffisant en raison du mauvais état des bâtiments.
En 1957, les bâtiments sont mis en vente pour 700 000 F. L’État les rachète pour les restaurer afin de décharger l’hospice de Tournai d’une partie de ses pensionnaires. Mais l’argent manque et les travaux sont arrêtés. La population est rassurée, le village était surnommé le « village des sots ». Cette appellation n’était pas sans fondement : en effet, durant toute cette période, les fous, dont certains étaient dangereux, circulaient librement, en bande, dans le village et la campagne, effrayant et maltraitant parfois les habitants.
En 1965, Monsieur Moreau, entrepreneur, rachète le domaine en ruine avec l’intention de le raser et d’y construire 42 maisons. La démolition commença en 1971. De l’asile, il ne reste que quelques murs d’enceinte et la manoir mis à disposition du médecin directeur.

#### Le château
Construit vers les années 1830, le château, propriété de M. Piat Lefebvre, se situe au milieu d’un parc de 23 hectares. Vendu pour des raisons financières, son nouveau propriétaire le loua aux Sœurs de l’assomption qui y ouvrirent une bibliothèque publique.

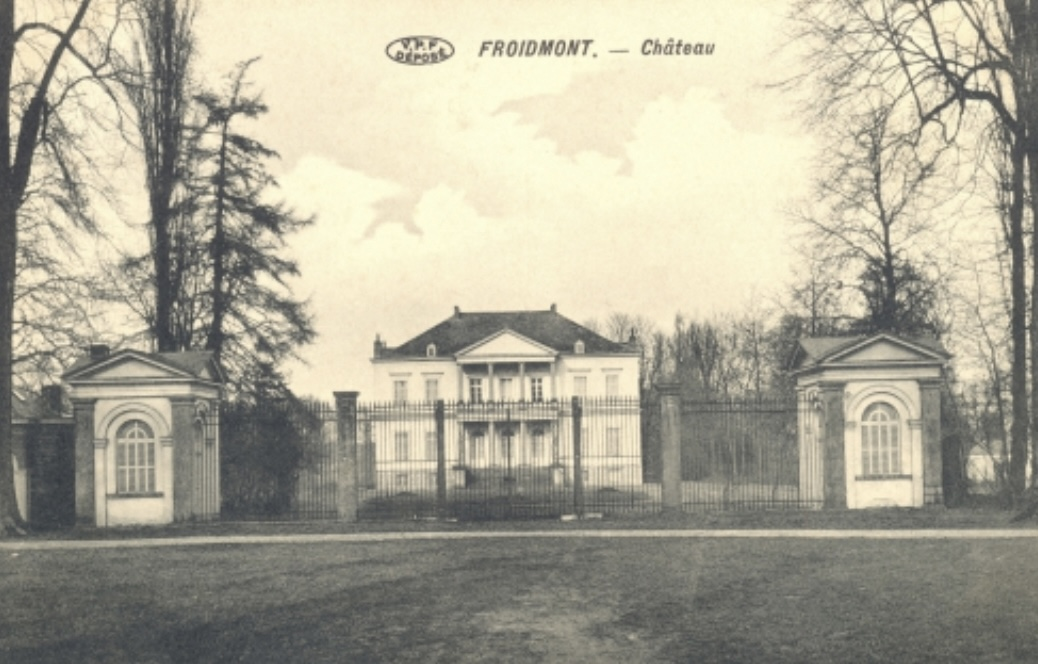
Carte postale ancienne du Château de Froidmont (Tournai).

En 1917, occupé par l’armée allemande, le château prit feu et fut entièrement détruit. Les Allemands y avaient, à l’époque, construit un champ d’aviation.
Le château resta à l’abandon jusqu’en 1956. Monsieur Duphénieux l’acheta et le restaura. Aujourd’hui, le château n’appartient plus aux Duphénieux mais à une autre famille.
L’entrée de la propriété est ponctuée de deux élégants pavillons carrés de style néo-classique que relient des grilles de fer forgé inscrites entre des piliers de pierre calcaire. Au milieu du parc paysager très dégagé, privé de son étage, le château affecte une élévation néo-classique. A l’arrière du château, le parc s’organise autour d’un vaste étang. Dans le fond du parc, subsiste l’aile des anciennes écuries, garage à voiture et maison du jardinier. Elle adopte en plan originale en demi lune. Les autres dépendances ont disparu.

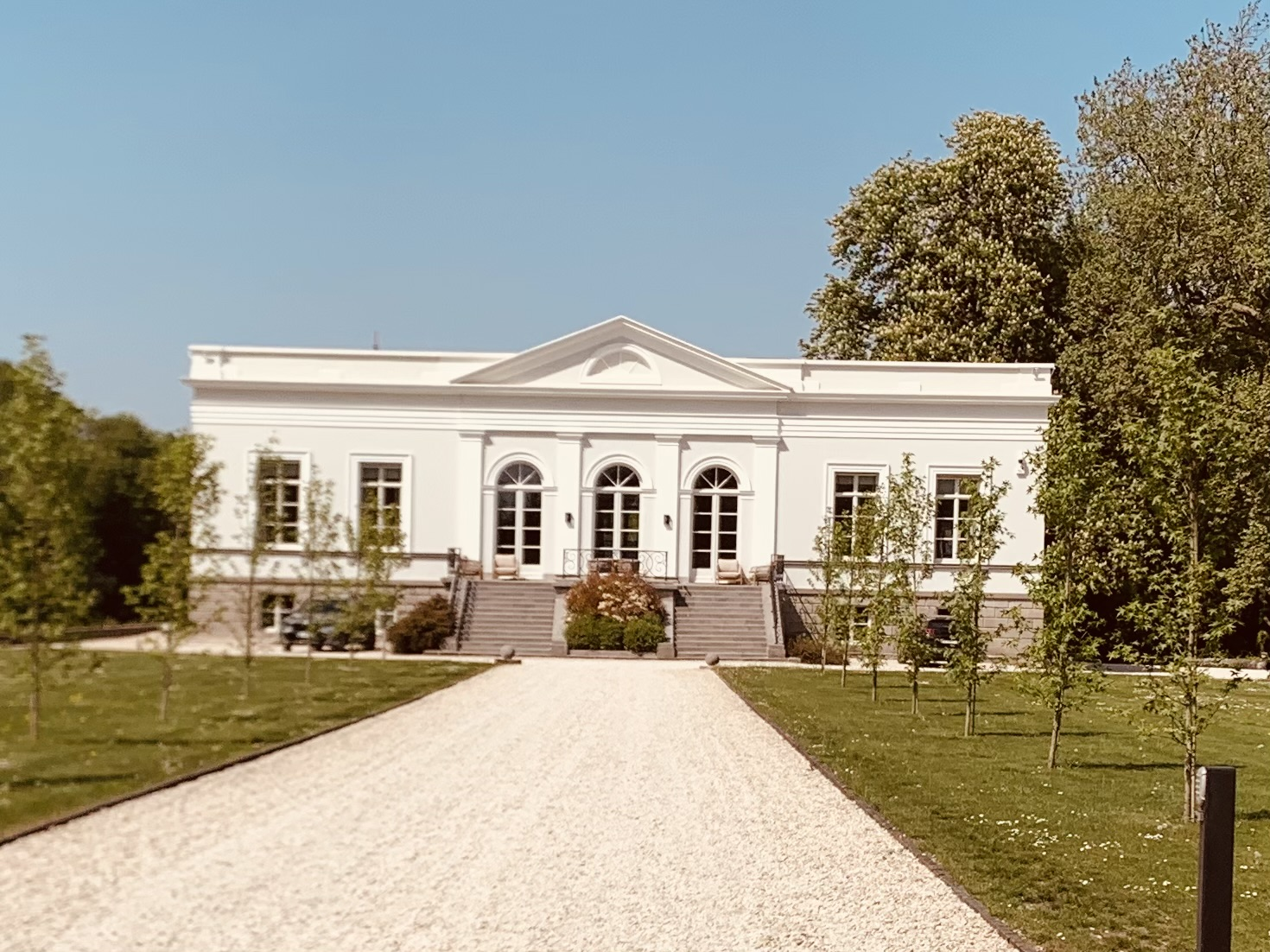
Château de Froidmont (Tournai) en 2025.

#### La source
Une chapelle, datée de 1930, en brique , abrite une statue de Saint Piat, le patron de la paroisse. Celle-ci surmonte une source ornée d'une grotte en pierre. La fontaine, située dans le jardin de l’ancien hospice, donne une eau de grande qualité. Il n’était pas rare de voir des gens se déplacer de 50 km pour se ravitailler en eau.
En 1959, une année de grande sécheresse, elle servit à alimenter en eau une grande partie de la ville de Tournai.
D’après une légende, elle porterait le nom de fontaine Saint-Piat parce que le saint martyrisé à Tournai serait venu à Froidmont pour y laver ses plaies.

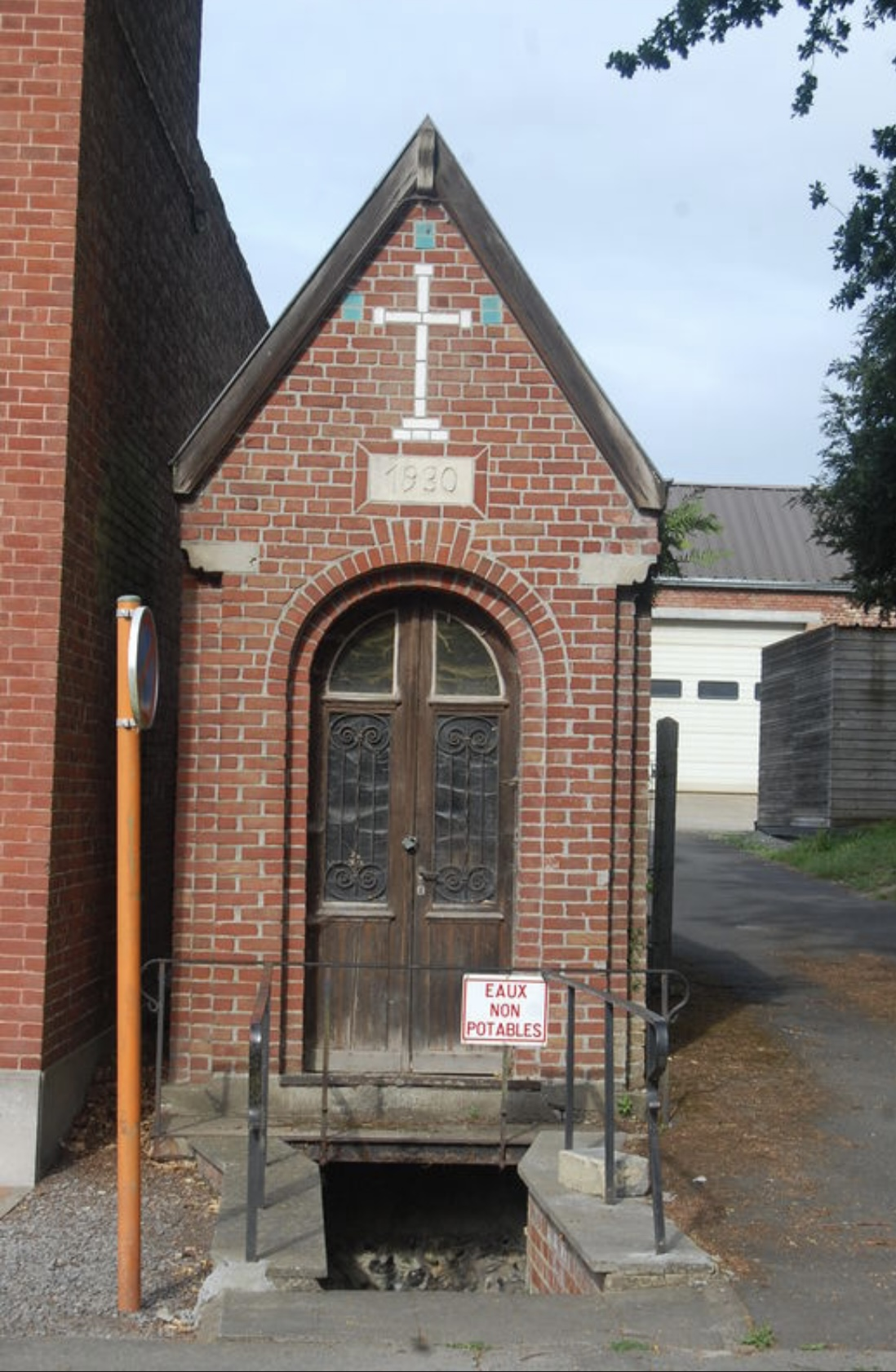
Fontaine Saint-Piat à Froidmont (Tournai).

#### Croix Notre Dame
La croix Notre-Dame est un calvaire en pierre datant du XVIIe siècle, composée d’un socle trapézoïdal en pierre et d’une colonne toscane à chapiteau surmontée d’une croix, le tout ayant une hauteur d'environ cinq mètres. Il est fait mention d’un calvaire sur les lieux dès le XIIe siècle, composé d'une croix, sans doute en bois et utilisé comme point d’accueil entre les représentants de Tournai et l’évêque. Ce serait en 1631 que la croix de pierre aurait remplacé celle en bois. En plus de la fonction religieuse, l'édifice marquait la limite de la ville.
Sur une des faces du socle de la croix appelée parfois croix Saint Pierre, figure un bas-relief représentant une croix ainsi qu'une date (1631). Le monument est classé.

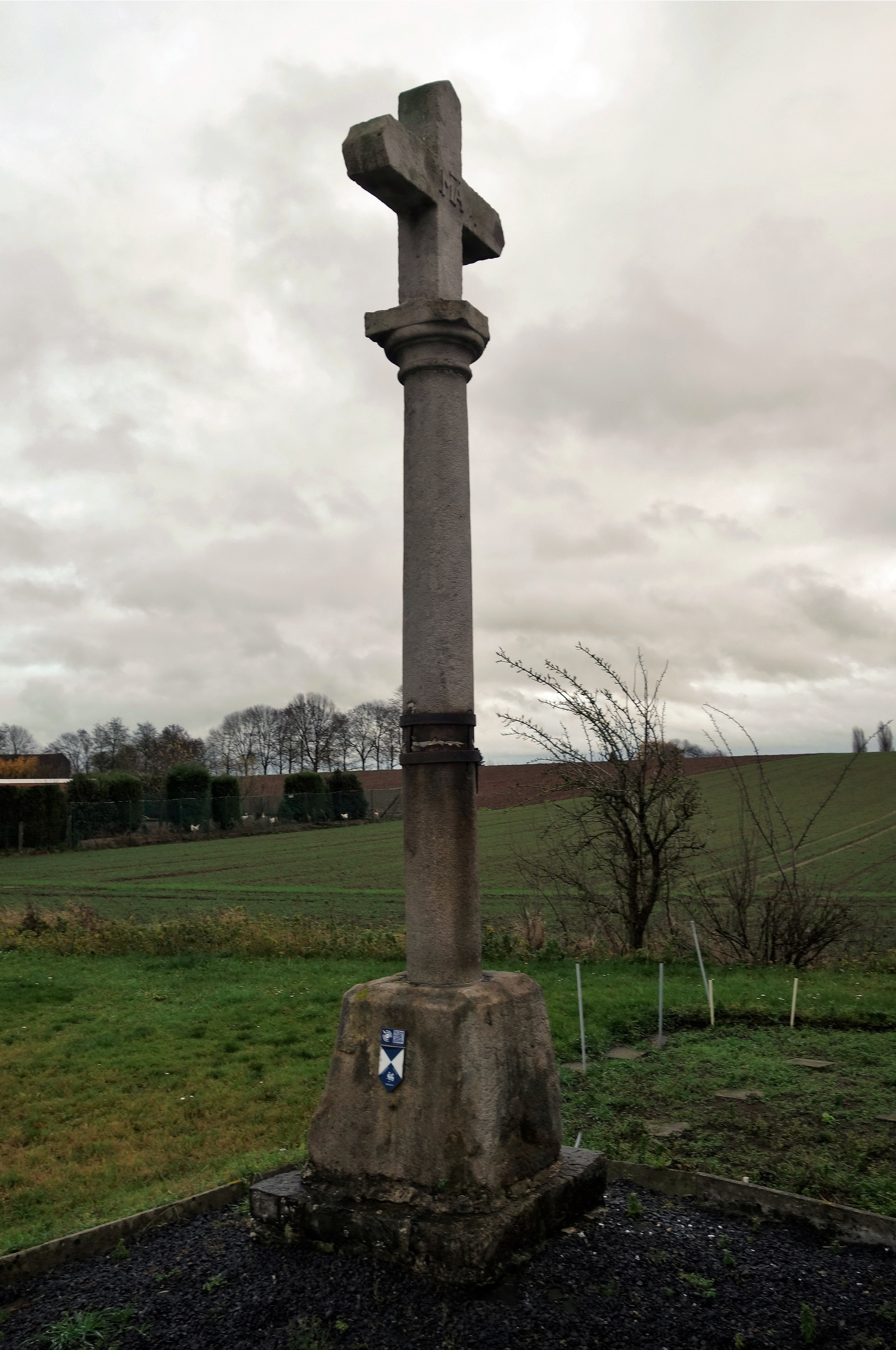
Froidmont, section de la commune de Tournai (Doornik) — Croix Notre-Dame.

## Culture

### La fanfare
La Fanfare de Froidmont est née en 1872 à l’initiative de son Président-fondateur, Monsieur François Durieux.
Aujourd’hui, après une dépression, qui a suivi le décès des anciens, les plus fervents supporters, et les départs successifs du dernier président Monsieur Géry Derasse et du chef, Monsieur José Eeckhout (au demeurant, toujours au pupitre), elle a pris un nouveau départ sous la Direction d’un très jeune chef, Monsieur Jean-Nicolas Caby.

## Lieux publics

### Le cimetière
A l’écart du village, le cimetière a deux physionomies, de part et d’autre de l’allée principale. A gauche l’ancien champ commun réservé à l’enterrement des pensionnaires des institutions Saint-Charles Borromée et Saint-Bernard, à Tournai, a pris un caractère très naturel et champêtre. Le nom de trente et un frères de l'hospice est gravé sur une haute stèle. De l’autre côté de l’allée le cimetière prend une apparence plus traditionnelle, les tombes s’alignent le long des murs de clôture et des allées. Principalement en pierre calcaire, de style, néo-classique, néo-gothique, art-déco ou moderniste, elles appartiennent toutes aux XIXe et XXe siècles.

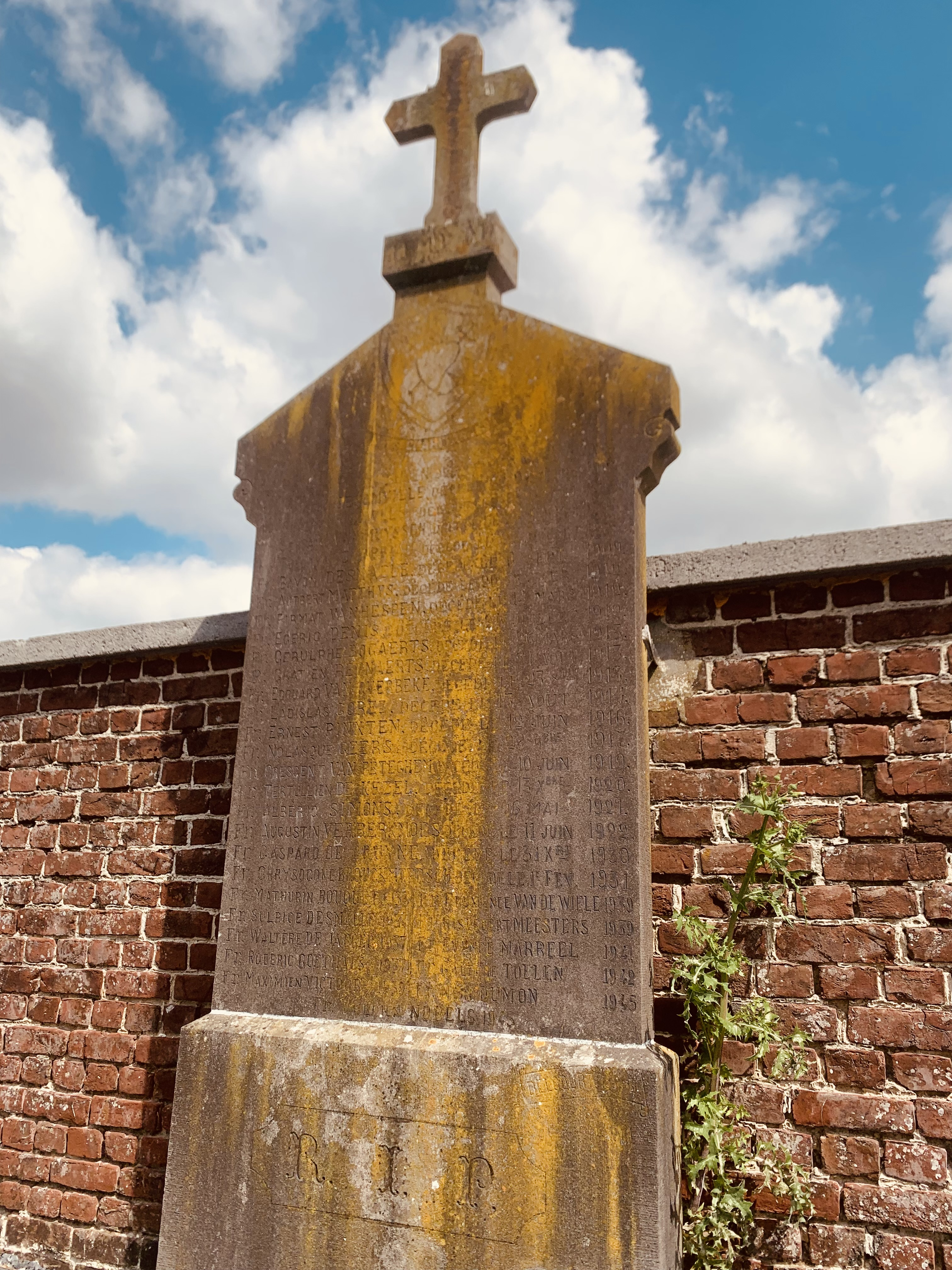
Stèle funéraire supportant les noms de Frères Hospitaliers au cimetière de Froidmont (Tournai).

## Économie

### District de Froidmont
Lors de la fusion des communes en 1977 Froidmont a été rattaché au Grand-Tournai. Le district de Froidmont compte 5 villages et 3700 habitants Esplechin, Willemeau, Saint Maur, Ere et Froidmont, C’est pour cela que le village dispose encore d’un bureau de police et d’un bureau de l’administration communale.
Par ailleurs, le village dispose d’une bibliothèque publique.

### L’antenne
En 1967, la RTB fit construire un pylône de 150 m de haut pour supporter une antenne de 20 m afin d’améliorer les conditions de réception des émissions dans la partie Ouest du Hainaut.

### Le château d’eau
En 1956, un château d’eau intercommunal fut construit dans Froidmont pour alimenter en eau potable les communes de Froidmont, Esplechin, Lamain, Marquain et Hertain.

### Le train à grande vitesse
Le train à grande vitesse passe en bordure du village, il relie Bruxelles, Paris et Londres.
Les voies sont installées depuis 1997. Cela a entraîné la modification du paysage par la construction de ponts et de tunnels ainsi que de nouvelles routes.

### Les engrais Derasse
L’entreprise Derasse qui stocke et vend les engrais et céréales, occupe les bâtiments de l’ancienne sucrerie Couplet. Elle est actuellement la seule entreprise industrielle du village.

## Sources
- Monographie de Froidmont. Géry Derasse. 1973
- Extraits de documents communaux relatifs à la population fournis par le bureau communal du district de Froidmont.
- Différents articles du Nord Eclair et Du Courrier de L’Escaut conservés par la bibliothécaire de Froidmont.